# نطاق (علم الأحياء)

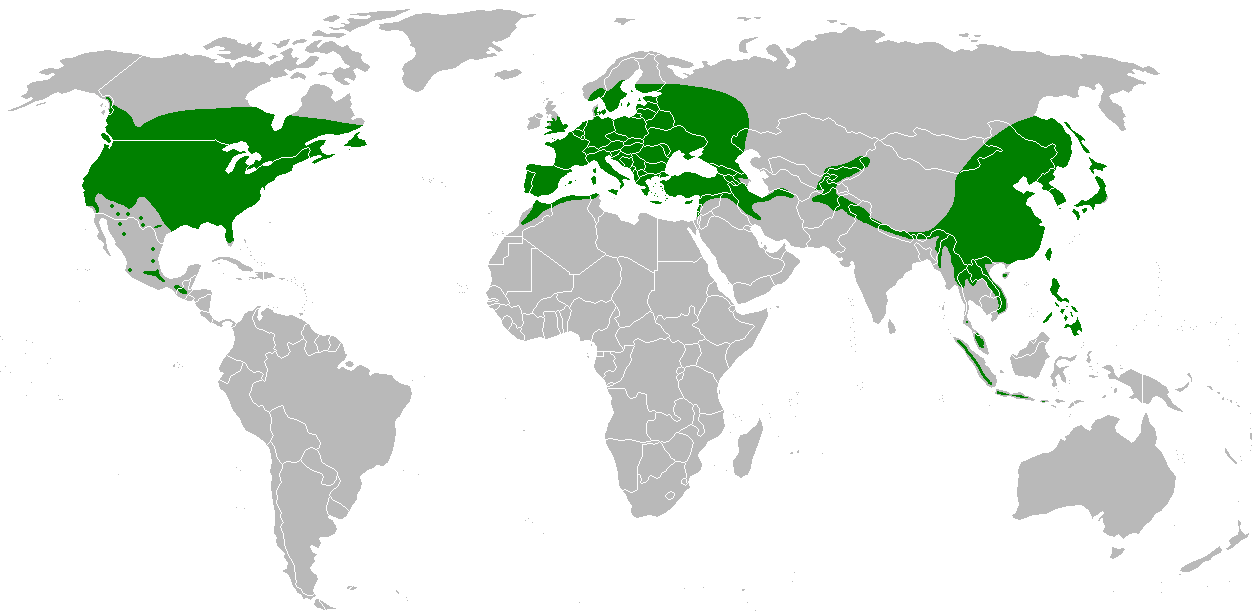

في علم الأحياء، نطاق الأنواع (بالإنجليزية: Range)‏ هو المنطقة الجغرافية التي يمكن أن يتواجد فيها ذلك النوع.